# 阿散蒂科托科體育會
阿散蒂科托科體育會（Asante Kotoko S.C.）是加纳最成功的足球俱乐部之一，球队位于加纳库马西，俱乐部历史上总共获得过 20 次加纳国内联赛冠军头衔和 2 次非洲冠军联赛冠军。俱乐部的主体育场为拥有 51,500 个座位的库马西运动体育场（Kumasi Sports Stadium），球队是由阿散蒂人在1935年所建立的。

## 球队格言
Kum Apem A Apem Beba (中文, 如果你杀死一千个，超过一千个将过来)。

## 球队荣誉
- 非洲冠军联赛: 2次

1970, 1983
亚军 - 1967, 1971, 1973, 1982, 1993
- 加纳足球甲级联赛: 20次

1959, 1963-65, 1967-69, 1972, 1975, 1980-83, 1986-88, 1991-93, 2005
- 加纳足协杯: 8次

1958, 1960, 1976, 1978, 1984, 1989/90, 1997/98, 2001
- 加纳SWAG杯: 11次

1981, 1988, 1989, 1990, 1991, 1992, 1993, 1998, 2001, 2003, 2005
- 加纳Telecom赛事: 3次

1999/00, 2001, 2005
- 加纳四强杯: 1次

2003
- 加纳共和日杯: 2次

2004, 2005
- 非洲优胜者杯

亚军 - 2002
- 非洲足联联合会杯

亚军 - 2005